# Clasificación para el Campeonato Femenino Sub-16 de AFC 2017
La clasificación para el Campeonato Femenino Sub-16 de la AFC 2017 fue una competencia de fútbol femenino para menores de 16 años que definió a los equipos participantes del Campeonato Femenino Sub-16 de la AFC de 2017.
Un total de 24 equipos ingresaron al torneo de clasificación, que definió a cuatro de los ocho equipos participantes en el torneo final celebrado en Tailandia.

## Información relevante
De las 47 asociaciones miembros de la AFC, un total de 27 equipos participaron en la competencia. Corea del Norte, Japón, China y la nación anfitriona, Tailandia, la cual se clasificó automáticamente para el torneo final por ser uno de los cuatro mejores equipos de la AFC U-16 Femenina 2015, no participaron en la competencia de clasificación, a excepción de Tailandia, que decidió participar también en la competencia de clasificación.
El sorteo de los clasificados se celebró el 19 de mayo de 2016, a las 15:00 MYT (UTC + 8), en la Casa de la AFC en Kuala Lumpur, Malasia. Los 24 equipos se dividieron en cuatro grupos de seis equipos.
Los equipos se distribuyeron de acuerdo con su desempeño en la temporada anterior en el torneo y clasificación final del Campeonato Femenino Sub-16 de AFC 2015.

## Elegibilidad del jugador
Las jugadoras nacidas entre el 1 de enero de 2001 y el 31 de diciembre de 2003 fueron elegibles para participar en el Campeonato Femenino Sub-16 de AFC 2017.  

## Formato
En cada grupo, los equipos jugaron entre sí una vez en un lugar centralizado. Los cuatro ganadores del grupo se clasificaron para el torneo final. Tailandia ganó su grupo, por lo que el subcampeón de su grupo se clasificó para el torneo final.

## Grupos
Los partidos fueron programados del 25 de agosto al 5 de septiembre de 2016. 

### Grupo A
- País anfitrión: Tailandia.

| Equipo    | Pts       | PJ        | PG        | PE        | PP        | GF        | GC        | Dif       |
| --------- | --------- | --------- | --------- | --------- | --------- | --------- | --------- | --------- |
| Tailandia | 12        | 4         | 4         | 0         | 0         | 13        | 3         | +10       |
| Laos      | 9         | 4         | 3         | 0         | 1         | 23        | 8         | +15       |
| Birmania  | 6         | 4         | 2         | 0         | 2         | 17        | 9         | +8        |
| Jordania  | 3         | 4         | 1         | 0         | 3         | 7         | 9         | -2        |
| Guam      | 0         | 4         | 0         | 0         | 4         | 2         | 33        | -31       |
| Pakistán  | Se retiró | Se retiró | Se retiró | Se retiró | Se retiró | Se retiró | Se retiró | Se retiró |

Los horarios corresponden al UTC+7, horario de Tailandia.
| 27 de agosto de 2016, 16:00 | Birmania                 | 2:5 (2:3) | Laos                                                                        | Estadio Chonburi, Chonburi, Tailandia               |                                                     |
|                             | - San Thaw Thaw 11', 41' | Reporte   | - Homsombath 4' - Phatdala 20', 90+5' - Chanhthavongxay 43' - Seepasong 56' | Asistencia: 200 espectadores Árbitra: Anna Sidorova | Asistencia: 200 espectadores Árbitra: Anna Sidorova |

| 27 de agosto de 2016, 19:00 | Jordania       | 1:2 (0:2) | Tailandia                             | Estadio Chonburi, Chonburi, Tailandia               |                                                     |
|                             | - Al Maiah 73' | Reporte   | - Penpitcha 21' - Nutnicha 34' (pen.) | Asistencia: 560 espectadores Árbitra: Park Ji-yeong | Asistencia: 560 espectadores Árbitra: Park Ji-yeong |

| 29 de agosto de 2016, 16:00 | Birmania | 11:0 (6:0) | Guam | Estadio Chonburi, Chonburi, Tailandia                  |                                                        |
|                             | - San Thaw Thaw 3', 27', 31', 40', 45+1', 55', 70', 89' - Thidar Win 24' - Eisenhardt 54' (a.g.) - May Htet Lu 90+3' | Reporte    |      | Asistencia: 50 espectadores Árbitra: Yoshimi Yamashita | Asistencia: 50 espectadores Árbitra: Yoshimi Yamashita |

| 29 de agosto de 2016, 19:00 | Tailandia                                         | 5:2 (2:0) | Laos                         | Estadio Chonburi, Chonburi, Tailandia                  |                                                        |
|                             | - Supawadee 37' - Kotchaphon 45+2', 53', 54', 72' | Reporte   | - Phatdala 68' - Inthiya 73' | Asistencia: 536 espectadores Árbitra: Saltanat Noroozi | Asistencia: 536 espectadores Árbitra: Saltanat Noroozi |

| 31 de agosto de 2016, 16:00 | Laos                        | 2:0 (1:0) | Jordania | Estadio Chonburi, Chonburi, Tailandia               |                                                     |
|                             | - Chanthala 8' - Boling 54' | Reporte   |          | Asistencia: 110 espectadores Árbitra: Park Ji-yeong | Asistencia: 110 espectadores Árbitra: Park Ji-yeong |

| 31 de agosto de 2016, 19:00 | Tailandia                                                   | 4:0 (3:0) | Guam | Estadio Chonburi, Chonburi, Tailandia               |                                                     |
|                             | - Ploychompoo 23', 45+1' - Phattharanit 40' - Phonchita 73' | Reporte   |      | Asistencia: 326 espectadores Árbitra: Anna Sidorova | Asistencia: 326 espectadores Árbitra: Anna Sidorova |

| 3 de septiembre de 2016, 16:00 | Guam      | 1:14 (0:5) | Laos | Estadio Chonburi, Chonburi, Tailandia                 |                                                       |
|                                | - Han 55' | Reporte    | - Inthiya 5', 42', 90+5' - Kenney 8' (a.g.) - Chanhthavongxay 25', 46' - Phatdala 30', 48', 52', 78', 83' - Homsombath 63' - Inthavong 75' - Chanthithong 90+3' | Asistencia: 30 espectadores Árbitra: Saltanat Noroozi | Asistencia: 30 espectadores Árbitra: Saltanat Noroozi |

| 3 de septiembre de 2016, 19:00 | Birmania                                                        | 4:2 (2:1) | Jordania                        | Estadio Chonburi, Chonburi, Tailandia                   |                                                         |
|                                | - Win Sanda Tun 16', 34' - Kyi Pyar Lin 56' - San Thaw Thaw 59' | Reporte   | - Allababdeh 17' - Al Maiah 70' | Asistencia: 185 espectadores Árbitra: Yoshimi Yamashita | Asistencia: 185 espectadores Árbitra: Yoshimi Yamashita |

| 5 de septiembre de 2016, 16:00 | Jordania                      | 4:1 (3:0) | Guam              | Estadio Chonburi, Chonburi, Tailandia               |                                                     |
|                                | - Al Maiah 27', 35', 45', 79' | Reporte   | - Benavente 90+5' | Asistencia: 150 espectadores Árbitra: Park Ji-yeong | Asistencia: 150 espectadores Árbitra: Park Ji-yeong |

| 5 de septiembre de 2016, 19:00 | Tailandia                         | 2:0 (1:0) | Birmania | Estadio Chonburi, Chonburi, Tailandia                   |                                                         |
|                                | - Chatchawan 25' - Kotchaphon 56' | Reporte   |          | Asistencia: 715 espectadores Árbitra: Yoshimi Yamashita | Asistencia: 715 espectadores Árbitra: Yoshimi Yamashita |

### Grupo B
- País anfitrión: China.

| Equipo                   | Pts       | PJ        | PG        | PE        | PP        | GF        | GC        | Dif       |
| ------------------------ | --------- | --------- | --------- | --------- | --------- | --------- | --------- | --------- |
| Corea del Sur            | 12        | 4         | 4         | 0         | 0         | 38        | 0         | +38       |
| Filipinas                | 9         | 4         | 3         | 0         | 1         | 20        | 7         | +13       |
| India                    | 6         | 4         | 2         | 0         | 2         | 9         | 11        | -2        |
| Malasia                  | 3         | 4         | 1         | 0         | 3         | 3         | 24        | -21       |
| Islas Marianas del Norte | 0         | 4         | 0         | 0         | 4         | 2         | 30        | -28       |
| Líbano                   | Se retiró | Se retiró | Se retiró | Se retiró | Se retiró | Se retiró | Se retiró | Se retiró |

Los horarios corresponden al UTC+8, horario de la República Popular China.
| 28 de agosto de 2016, 11:00 | Filipinas                  | 2:0 (1:0) | India | Escuela de Fútbol Luneng, Weifang, China           |                                                    |
|                             | - Isulat 6' - Tiongson 75' | Reporte   |       | Asistencia: 88 espectadores Árbitra: Casey Reibelt | Asistencia: 88 espectadores Árbitra: Casey Reibelt |

| 28 de agosto de 2016, 16:00 | Islas Marianas del Norte | 1:2 (1:0) | Malasia                       | Escuela de Fútbol Luneng, Weifang, China        |                                                 |
|                             | - Sally 22'              | Reporte   | - Athirah 64' - Nurfaizah 71' | Asistencia: 30 espectadores Árbitra: Shiva Yari | Asistencia: 30 espectadores Árbitra: Shiva Yari |

| 30 de agosto de 2016, 11:00 | Malasia | 0:13 (0:7) | Corea del Sur | Escuela de Fútbol Luneng, Weifang, China      |                                               |
|                             |         | Reporte    | - Chun Ga-ram 2', 22' (pen.), 35', 54' - Cho Mi-jin 11', 15', 51', 58', 76' - Chang Eun-hyun 20' - Hyun Seul-gi 27', 72' - Ko Min-jung 90' | Asistencia: 20 espectadores Árbitra: Wang Jia | Asistencia: 20 espectadores Árbitra: Wang Jia |

| 30 de agosto de 2016, 16:00 | Islas Marianas del Norte | 0:13 (0:8) | Filipinas | Escuela de Fútbol Luneng, Weifang, China             |                                                      |
|                             |                          | Reporte    | - Isulat 1', 13', 32', 63' - De. Graellos 2' - Levasseur 6' - Collatos 18' - Villasin 33' - Dela Cruz 43' - Da. Graellos 47' - Mahoney 54' - Arthur 80' - Rebosura 84' | Asistencia: 28 espectadores Árbitra: Kajiyama Fusako | Asistencia: 28 espectadores Árbitra: Kajiyama Fusako |

| 1 de septiembre de 2016, 11:00 | Corea del Sur | 11:0 (6:0) | Islas Marianas del Norte | Escuela de Fútbol Luneng, Weifang, China        |                                                 |
|                                | - Jang You-been 7', 35', 38', 56', 81' (pen.) - Kim Bo-min 10', 23', 25' - Cho Mi-jin 84', 90+2' - Hyun Seul-gi 85' | Reporte    |                          | Asistencia: 29 espectadores Árbitra: Shiva Yari | Asistencia: 29 espectadores Árbitra: Shiva Yari |

| 1 de septiembre de 2016, 16:00 | India                                              | 5:1 (1:1) | Malasia         | Escuela de Fútbol Luneng, Weifang, China             |                                                      |
|                                | - Guguloth 4' - Renu 48', 53', 72' - Yumlembam 88' | Reporte   | - Nurfaizah 11' | Asistencia: 50 espectadores Árbitra: Kajiyama Fusako | Asistencia: 50 espectadores Árbitra: Kajiyama Fusako |

| 3 de septiembre de 2016, 11:00 | India                                             | 4:1 (2:1) | Islas Marianas del Norte | Escuela de Fútbol Luneng, Weifang, China        |                                                 |
|                                | - Guguloth 16', 67' - Renu 24' - Rai 90+2' (pen.) | Reporte   | - Borja 34'              | Asistencia: 20 espectadores Árbitra: Shiva Yari | Asistencia: 20 espectadores Árbitra: Shiva Yari |

| 3 de septiembre de 2016, 16:00 | Filipinas | 0:7 (0:4) | Corea del Sur | Escuela de Fútbol Luneng, Weifang, China      |                                               |
|                                |           | Reporte   | - Hyun Seul-gi 11', 39' - Kim Hye-jeong 22' (pen.) - Cho Mi-jin 45' - Noh Heon-yeon 75', 89' - Jang You-been 90+2' | Asistencia: 26 espectadores Árbitra: Wang Jia | Asistencia: 26 espectadores Árbitra: Wang Jia |

| 5 de septiembre de 2016, 11:00 | Malasia | 0:5 (0:1) | Filipinas                                                         | Escuela de Fútbol Luneng, Weifang, China      |                                               |
|                                |         | Reporte   | - De. Graellos 7', 78' - Isulat 51' - Levasseur 58' - Mahoney 65' | Asistencia: 26 espectadores Árbitra: Wang Jia | Asistencia: 26 espectadores Árbitra: Wang Jia |

| 5 de septiembre de 2016, 16:00 | Corea del Sur                                                                                          | 7:0 (4:0) | India | Escuela de Fútbol Luneng, Weifang, China             |                                                      |
|                                | - Kim Bo-min 14', 70' - Jang You-been 39' - Chun Ga-ram 41', 84' - Hwang Ah-hyeon 44' - Cho Mi-jin 64' | Reporte   |       | Asistencia: 50 espectadores Árbitra: Kajiyama Fusako | Asistencia: 50 espectadores Árbitra: Kajiyama Fusako |

### Grupo C
- País anfitrión: Bangladés.

| Equipo                 | Pts | PJ | PG | PE | PP | GF | GC | Dif |
| ---------------------- | --- | -- | -- | -- | -- | -- | -- | --- |
| Bangladés              | 15  | 5  | 5  | 0  | 0  | 26 | 2  | +24 |
| China Taipéi           | 12  | 5  | 4  | 0  | 1  | 29 | 8  | +21 |
| Irán                   | 9   | 5  | 3  | 0  | 2  | 28 | 9  | +19 |
| Emiratos Árabes Unidos | 4   | 5  | 1  | 1  | 3  | 5  | 18 | -13 |
| Kirguistán             | 3   | 5  | 1  | 0  | 4  | 5  | 30 | -25 |
| Singapur               | 1   | 5  | 0  | 1  | 4  | 3  | 29 | -26 |

Los horarios corresponden al UTC+6, horario de Bangladés.
| 27 de agosto de 2016, 11:00 | China Taipéi                                                                                                 | 7:1 (5:1) | Kirguistán      | Estadio Nacional Bangabandhu, Daca, Bangladés       |                                                     |
|                             | - Su Yu-hsuan 12', 23' (pen.) - Nien Ching-yun 26' - Jheng Ya-zih 28', 81' - He Xin-rou 44' - Yu Ya-xuan 90' | Reporte   | - Erkinbaeva 3' | Asistencia: 50 espectadores Árbitra: Oh Hyeon-jeong | Asistencia: 50 espectadores Árbitra: Oh Hyeon-jeong |

| 27 de agosto de 2016, 15:00 | Emiratos Árabes Unidos       | 2:2 (2:1) | Singapur                | Estadio Nacional Bangabandhu, Daca, Bangladés          |                                                        |
|                             | - Mohamed 32' - Sameeh 45+5' | Reporte   | - Chu 45+2' - Putri 47' | Asistencia: 100 espectadores Árbitra: Edita Mirabidova | Asistencia: 100 espectadores Árbitra: Edita Mirabidova |

| 27 de agosto de 2016, 18:00 | Bangladés                             | 3:0 (0:0) | Irán | Estadio Nacional Bangabandhu, Daca, Bangladés       |                                                     |
|                             | - Marzia 63' - Jahan 66' - Tohura 86' | Reporte   |      | Asistencia: 500 espectadores Árbitra: Cong Thi Dung | Asistencia: 500 espectadores Árbitra: Cong Thi Dung |

| 29 de agosto de 2016, 11:00 | Irán                                                                                | 9:0 (4:0) | Kirguistán | Estadio Nacional Bangabandhu, Daca, Bangladés    |                                                  |
|                             | - Ghasemi 18', 54', 71', 80', 87' - Torkaman 26' - Makhdoumi 42', 85' - Nasab 45+2' | Reporte   |            | Asistencia: 50 espectadores Árbitra: Law Bik Chi | Asistencia: 50 espectadores Árbitra: Law Bik Chi |

| 29 de agosto de 2016, 15:00 | China Taipéi                                                                  | 5:0 (1:0) | Emiratos Árabes Unidos | Estadio Nacional Bangabandhu, Daca, Bangladés       |                                                     |
|                             | - Tseng Yun-ya 18' - Wu Yu-jou 48' - Jheng Ya-zih 57' - Yu Ya-xuan 77', 90+1' | Reporte   |                        | Asistencia: 30 espectadores Árbitra: Oh Hyeon-jeong | Asistencia: 30 espectadores Árbitra: Oh Hyeon-jeong |

| 29 de agosto de 2016, 18:00 | Bangladés                                            | 5:0 (2:0) | Singapur | Estadio Nacional Bangabandhu, Daca, Bangladés         |                                                       |
|                             | - Krishna 39', 47' - Anuching 83', 90+1' - Jahan 86' | Reporte   |          | Asistencia: 1.800 espectadores Árbitra: Cong Thi Dung | Asistencia: 1.800 espectadores Árbitra: Cong Thi Dung |

| 31 de agosto de 2016, 11:00 | Singapur | 0:9 (0:4) | China Taipéi | Estadio Nacional Bangabandhu, Daca, Bangladés    |                                                  |
|                             |          | Reporte   | - Su Yu-hsuan 3', 83', 88' - Jheng Ya-zih 11', 90+1' - Wu Dai-ling 13' - Nien Ching-yun 33', 74' - Wu Yu-jou 51' | Asistencia: 40 espectadores Árbitra: Law Bik Chi | Asistencia: 40 espectadores Árbitra: Law Bik Chi |

| 31 de agosto de 2016, 15:00 | Irán                                              | 5:0 (3:0) | Emiratos Árabes Unidos | Estadio Nacional Bangabandhu, Daca, Bangladés        |                                                      |
|                             | - Ghasemi 23', 37', 83' - Nasab 25' - Feizi 90+3' | Reporte   |                        | Asistencia: 150 espectadores Árbitra: Oh Hyeon-jeong | Asistencia: 150 espectadores Árbitra: Oh Hyeon-jeong |

| 31 de agosto de 2016, 18:00 | Kirguistán | 0:10 (0:4) | Bangladés | Estadio Nacional Bangabandhu, Daca, Bangladés            |                                                          |
|                             |            | Reporte    | - Anuching 21', 45+2' - Marzia 30' - Krishna 44', 48', 80' - Shamsunnahar 68' (pen.), 85' - Nargis 75' - Maria 84' | Asistencia: 1.500 espectadores Árbitra: Edita Mirabidova | Asistencia: 1.500 espectadores Árbitra: Edita Mirabidova |

| 3 de septiembre de 2016, 11:00 | Singapur | 0:11 (0:6) | Irán | Estadio Nacional Bangabandhu, Daca, Bangladés         |                                                       |
|                                |          | Reporte    | - Ghasemi 11', 13' - Mohammadi 15' - Nasab 22', 39' - Makhdoumi 23', 69', 71', 84' - Khodaparasti 79' - Daeinia 85' | Asistencia: 50 espectadores Árbitra: Edita Mirabidova | Asistencia: 50 espectadores Árbitra: Edita Mirabidova |

| 3 de septiembre de 2016, 15:00 | Emiratos Árabes Unidos                        | 3:2 (2:1) | Kirguistán                     | Estadio Nacional Bangabandhu, Daca, Bangladés       |                                                     |
|                                | - Al Baloshi 13' - Alhammadi 41' - Sameeh 63' | Reporte   | - Ibraimova 38' - Dalinger 51' | Asistencia: 100 espectadores Árbitra: Cong Thi Dung | Asistencia: 100 espectadores Árbitra: Cong Thi Dung |

| 3 de septiembre de 2016, 18:00 | China Taipéi                      | 2:4 (1:2) | Bangladés                                                        | Estadio Nacional Bangabandhu, Daca, Bangladés       |                                                     |
|                                | - Su Yu-hsuan 11' - Wu Yu-jou 88' | Reporte   | - Shamsunnahar 28' (pen.), 39' (pen.) - Krishna 56' - Marzia 79' | Asistencia: 7.000 espectadores Árbitra: Law Bik Chi | Asistencia: 7.000 espectadores Árbitra: Law Bik Chi |

| 5 de septiembre de 2016, 11:00 | Bangladés                                     | 4:0 (1:0) | Emiratos Árabes Unidos | Estadio Nacional Bangabandhu, Daca, Bangladés            |                                                          |
|                                | - Krishna 3', 52' - Anuching 57' - Tohura 87' | Reporte   |                        | Asistencia: 1.000 espectadores Árbitra: Edita Mirabidova | Asistencia: 1.000 espectadores Árbitra: Edita Mirabidova |

| 5 de septiembre de 2016, 15:00 | Irán                            | 3:6 (0:3) | China Taipéi                                                                                           | Estadio Nacional Bangabandhu, Daca, Bangladés      |                                                    |
|                                | - Nasab 50', 71' - Etemad 90+2' | Reporte   | - Jheng Ya-zih 10' - Tseng Yun-ya 19' - Nien Ching-yun 31', 90+1' - Su Yu-hsuan 63' - Lin Hsin-hui 89' | Asistencia: 50 espectadores Árbitra: Cong Thi Dung | Asistencia: 50 espectadores Árbitra: Cong Thi Dung |

| 5 de septiembre de 2016, 18:00 | Kirguistán                    | 2:1 (2:0) | Singapur  | Estadio Nacional Bangabandhu, Daca, Bangladés        |                                                      |
|                                | - Dalinger 8' - Sultanova 17' | Reporte   | - Ong 76' | Asistencia: 120 espectadores Árbitra: Oh Hyeon-jeong | Asistencia: 120 espectadores Árbitra: Oh Hyeon-jeong |

### Grupo D
- País anfitrión: Vietnam.

| Equipo     | Pts | PJ | PG | PE | PP | GF | GC | Dif |
| ---------- | --- | -- | -- | -- | -- | -- | -- | --- |
| Australia  | 15  | 5  | 5  | 0  | 0  | 65 | 1  | +64 |
| Vietnam    | 12  | 5  | 4  | 0  | 1  | 19 | 7  | +12 |
| Uzbekistán | 7   | 5  | 2  | 1  | 2  | 9  | 12 | -3  |
| Hong Kong  | 4   | 5  | 1  | 1  | 3  | 4  | 24 | -20 |
| Irak       | 3   | 5  | 1  | 0  | 4  | 2  | 17 | -15 |
| Palestina  | 2   | 5  | 0  | 2  | 3  | 3  | 41 | -38 |

Los horarios corresponden al UTC+7, horario de Vietnam.
| 25 de agosto de 2016, 13:00 | Australia | 28:0 (14:0) | Palestina | Centro de Entrenamiento de Fútbol Juvenil de Vietnam, Campo n.º 3, Hanói, Vietnam |                                                     |
|                             | - Nevin 1', 7', 12', 20', 27', 27', 32', 32', 34' - Cooney-Cross 4', 72', 83', 89' - Kubin 11', 30' - Sayer 37' - Roestbakken 45+3', 52' - Al Soos 47' (a.g.), 57' (a.g.) - Dribbus 54' - Johns 55' - Sakalis 59', 61', 68', 86', 90+1' - Iannella 85' | Reporte     |           | Asistencia: 100 espectadores Árbitra: Nami Imaizumi                               | Asistencia: 100 espectadores Árbitra: Nami Imaizumi |

| 25 de agosto de 2016, 15:00 | Hong Kong                                       | 2:1 (2:1) | Irak       | Centro de Entrenamiento de Fútbol Juvenil de Vietnam, Campo n.º 1, Hanói, Vietnam |                                                      |
|                             | - Tsang Lai Mae Halasan 11' - Chan Wing Lam 39' | Reporte   | - Ahmed 9' | Asistencia: 20 espectadores Árbitra: Thein Thein Aye                              | Asistencia: 20 espectadores Árbitra: Thein Thein Aye |

| 25 de agosto de 2016, 16:00 | Vietnam             | 2:1 (2:0) | Uzbekistán     | Centro de Entrenamiento de Fútbol Juvenil de Vietnam, Campo n.º 3, Hanói, Vietnam |                                                   |
|                             | - Vạn Sự 16', 45+3' | Reporte   | - Yusupova 54' | Asistencia: 75 espectadores Árbitra: Kim Sook-hee                                 | Asistencia: 75 espectadores Árbitra: Kim Sook-hee |

| 27 de agosto de 2016, 15:00 | Uzbekistán             | 1:1 (0:0) | Palestina       | Centro de Entrenamiento de Fútbol Juvenil de Vietnam, Campo n.º 1, Hanói, Vietnam |                                                   |
|                             | - Rashidova 90' (pen.) | Reporte   | - Al Shaikh 80' | Asistencia: 80 espectadores Árbitra: Kim Sook-hee                                 | Asistencia: 80 espectadores Árbitra: Kim Sook-hee |

| 27 de agosto de 2016, 15:30 | Australia | 14:0 (7:0) | Hong Kong | Centro de Entrenamiento de Fútbol Juvenil de Vietnam, Campo n.º 3, Hanói, Vietnam |                                                      |
|                             | - Vignes 3', 47' - Galabadaarachchi 6', 36', 83' - Sayer 18', 32' - Kubin 24', 45+2', 49', 64' - Meads 53' - Kell 77' - Hughes 81' | Reporte    |           | Asistencia: 67 espectadores Árbitra: Thein Thein Aye                              | Asistencia: 67 espectadores Árbitra: Thein Thein Aye |

| 27 de agosto de 2016, 18:30 | Vietnam                                         | 3:0 (2:0) | Irak | Centro de Entrenamiento de Fútbol Juvenil de Vietnam, Campo n.º 3, Hanói, Vietnam |                                                     |
|                             | - Fadhil 3' (a.g.) - Vạn Sự 26' - Mỹ Thương 72' | Reporte   |      | Asistencia: 140 espectadores Árbitra: Nami Imaizumi                               | Asistencia: 140 espectadores Árbitra: Nami Imaizumi |

| 29 de agosto de 2016, 15:00 | Irak | 0:8 (0:5) | Australia | Centro de Entrenamiento de Fútbol Juvenil de Vietnam, Campo n.º 1, Hanói, Vietnam |                                                    |
|                             |      | Reporte   | - Sakalis 10', 30', 42' - Dribbus 36' - Roestbakken 44' - Galabadaarachchi 49' - Arens 67' - Cooney-Cross 80' | Asistencia: 70 espectadores Árbitra: Nami Imaizumi                                | Asistencia: 70 espectadores Árbitra: Nami Imaizumi |

| 29 de agosto de 2016, 15:30 | Uzbekistán                     | 2:0 (0:0) | Hong Kong | Centro de Entrenamiento de Fútbol Juvenil de Vietnam, Campo n.º 3, Hanói, Vietnam |                                                   |
|                             | - Rashidova 52' - Erkinova 77' | Reporte   |           | Asistencia: 20 espectadores Árbitra: Kim Sook-hee                                 | Asistencia: 20 espectadores Árbitra: Kim Sook-hee |

| 29 de agosto de 2016, 18:30 | Palestina | 0:9 (0:5) | Vietnam | Centro de Entrenamiento de Fútbol Juvenil de Vietnam, Campo n.º 3, Hanói, Vietnam |                                                      |
|                             |           | Reporte   | - Vạn Sự 11' - Mỹ Thương 16' - Thu Thìn 19' - Kim Lảnh 22', 58' - Thu Xuân 28' - Thanh Nhã 53', 83' - Tú Anh 81' | Asistencia: 65 espectadores Árbitra: Thein Thein Aye                              | Asistencia: 65 espectadores Árbitra: Thein Thein Aye |

| 1 de septiembre de 2016, 15:00 | Hong Kong                              | 2:2 (1:1) | Palestina                 | Centro de Entrenamiento de Fútbol Juvenil de Vietnam, Campo n.º 1, Hanói, Vietnam |                                                      |
|                                | - Chan Wing Lam 33' - Kwan Wing Yu 65' | Reporte   | - Sarawi 24' - Khalil 80' | Asistencia: 50 espectadores Árbitra: Thein Thein Aye                              | Asistencia: 50 espectadores Árbitra: Thein Thein Aye |

| 1 de septiembre de 2016, 15:30 | Irak | 0:4 (0:2) | Uzbekistán                                         | Centro de Entrenamiento de Fútbol Juvenil de Vietnam, Campo n.º 3, Hanói, Vietnam |                                                    |
|                                |      | Reporte   | - Yusupova 6', 72' - Farmonova 47' - Rashidova 57' | Asistencia: 45 espectadores Árbitra: Nami Imaizumi                                | Asistencia: 45 espectadores Árbitra: Nami Imaizumi |

| 1 de septiembre de 2016, 18:30 | Australia                                                              | 6:0 (2:0) | Vietnam | Centro de Entrenamiento de Fútbol Juvenil de Vietnam, Campo n.º 3, Hanói, Vietnam |                                                    |
|                                | - Kubin 4', 13' - Cooney-Cross 57' - Vignes 79' - Nevin 86' - Rose 88' | Reporte   |         | Asistencia: 450 espectadores Árbitra: Kim Sook-hee                                | Asistencia: 450 espectadores Árbitra: Kim Sook-hee |

| 3 de septiembre de 2016, 15:00 | Uzbekistán    | 1:9 (0:5) | Australia | Centro de Entrenamiento de Fútbol Juvenil de Vietnam, Campo n.º 1, Hanói, Vietnam |                                                      |
|                                | - Turaeva 85' | Reporte   | - Sakalis 23' (pen.), 38', 69' - Galabadaarachchi 26', 31' - Hristodoulou 45' - Khikmatova 75' (a.g.) - Vignes 78' - Roestbakken 90+2' | Asistencia: 40 espectadores Árbitra: Thein Thein Aye                              | Asistencia: 40 espectadores Árbitra: Thein Thein Aye |

| 3 de septiembre de 2016, 15:30 | Palestina | 0:1 (0:0) | Irak        | Centro de Entrenamiento de Fútbol Juvenil de Vietnam, Campo n.º 3, Hanói, Vietnam |                                                   |
|                                |           | Reporte   | - Sabah 76' | Asistencia: 30 espectadores Árbitra: Kim Sook-hee                                 | Asistencia: 30 espectadores Árbitra: Kim Sook-hee |

| 3 de septiembre de 2016, 18:30 | Vietnam                                                                | 5:0 (1:0) | Hong Kong | Centro de Entrenamiento de Fútbol Juvenil de Vietnam, Campo n.º 3, Hanói, Vietnam |                                                    |
|                                | - Hải Linh 35' - Hằng 53' - Thu Thìn 66' - Vạn Sự 72' - Thu Xuân 90+1' | Reporte   |           | Asistencia: 62 espectadores Árbitra: Nami Imaizumi                                | Asistencia: 62 espectadores Árbitra: Nami Imaizumi |

## Equipos clasificados
Los siguientes ocho equipos se clasificaron para el torneo final.
| Equipo          | Clasificado por ser    | Fecha de clasificación  |
| --------------- | ---------------------- | ----------------------- |
| Tailandia       | Anfitrión              | 19 de mayo de 2016      |
| Corea del Norte | Campeón el 2015        | 19 de mayo de 2016      |
| Japón           | Subcampeón el 2015     | 19 de mayo de 2016      |
| China           | Tercer lugar el 2015   | 19 de mayo de 2016      |
| Laos            | Subcampeón del Grupo A | 5 de septiembre de 2016 |
| Corea del Sur   | Ganador del Grupo B    | 5 de septiembre de 2016 |
| Bangladés       | Ganador del Grupo C    | 3 de septiembre de 2016 |
| Australia       | Ganador del Grupo D    | 1 de septiembre de 2016 |